# Arthur G. Sorlie

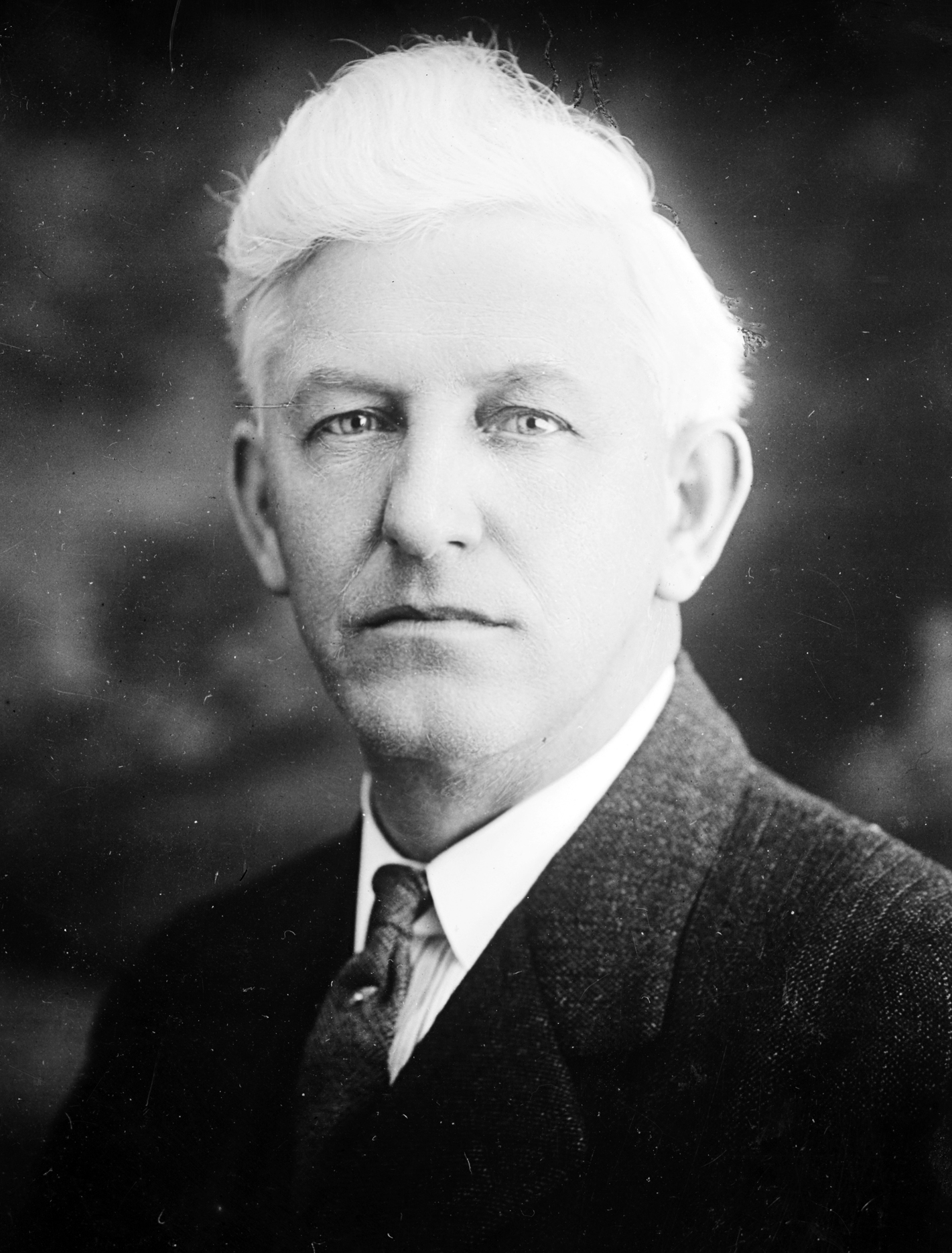
Arthur G. Sorlie.

Arthur Gustav Sorlie, född 26 april 1874 i Albert Lea, Minnesota, död 28 augusti 1928 i Bismarck, North Dakota, var en amerikansk politiker. Han var den fjortonde guvernören i delstaten North Dakota från 1925 fram till sin död.
Sorlie, som var lutheran av norsk härkomst, utexaminerades år 1893 från Luther Academy i Minnesota. Han gjorde sedan en framgångsrik karriär som företagare i North Dakota. Under mellankrigstiden präglades politiken i North Dakota av en maktkamp mellan Nonpartisan League och Independent Voters Association. Sorlie besegrade ämbetsinnehavaren Ragnvald A. Nestos i guvernörsvalet 1924. Båda var republikaner, men Nestos var IVA:s kandidat, medan Sorlie stöddes av NPL.
Guvernör Sorlie avled 1928 i ämbetet i delstatens huvudstad Bismarck och gravsattes på Memorial Park Cemetery i Grand Forks.